# Pays d'Aix Venelles Volley-Ball
Maillots
Actualités
Le Pays d'Aix Venelles Volley-Ball est un club français de volley-ball féminin basé à Venelles dans les Bouches-du-Rhône, évoluant en Ligue AF. 

## Historique
En 1990 le club accède au niveau Régional 1. Très vite le club va se hisser au haut niveau : 
- 1995 : Nationale 2
- 2005 : Nationale 1 (le Venelles Volley Ball devient le PAVVB)
- 2006 : Championnat Ligue A Féminine
- 2017 : Premier titre pour le club : Coupe de France, qualification en Coupe d'Europe (CEV Cup)
- 2020 : Deuxième titre pour le club : Coupe de France

## Galerie

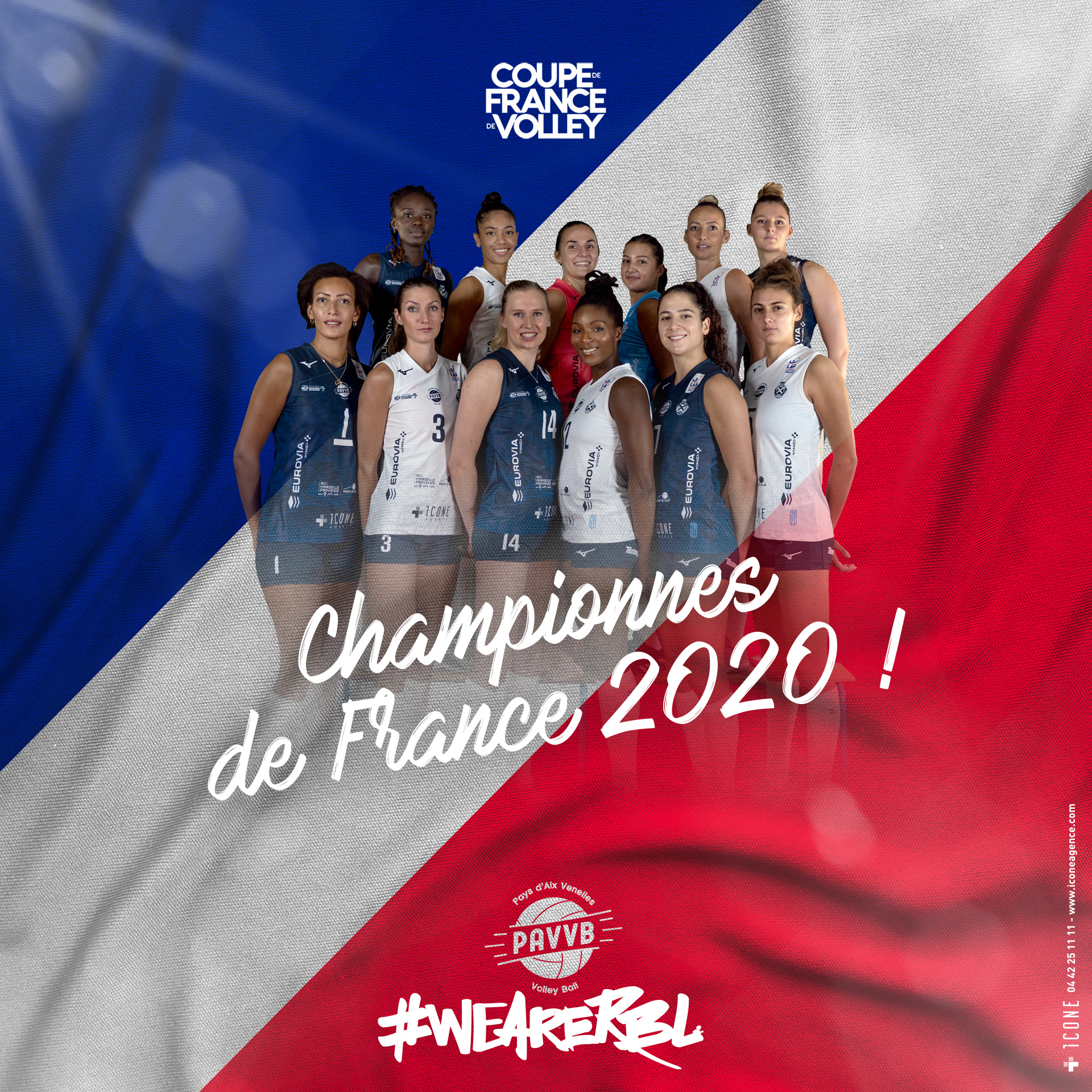

## Palmarès
- Coupe de France (2) :
  - Vainqueur en 2017, 2020.

- Supercoupe de France :
  - Finaliste en 2017.

- Championnat de Nationale 1 (1) :
  - Vainqueur en 2009.

- Championnat de Nationale 2 (1) :
  - Vainqueur en 2004.

## Effectif actuel

### Saison 2024-2025
| No                           | Nom                          | Date de naissance            | Taille                         | Poids                          | Poste                          |
| ---------------------------- | ---------------------------- | ---------------------------- | ------------------------------ | ------------------------------ | ------------------------------ |
| 1                            | Ajla Paradžik (als)          | 29 juillet 1994              | 190                            | 75                             | Centrale                       |
| 2                            | Romy Brokking                | 16 février 2002              | 167                            | N/C                            | Libero                         |
| 3                            | Alessia Populini (it)        | 10 septembre 2000            | 181                            | 70                             | Réceptionneuse-attaquante      |
| 4                            | Beatriz Novoa (es)           | 5 février 2001               | 178                            | 58                             | Réceptionneuse-attaquante      |
| 5                            | Émilie Respaut               | 25 avril 2003                | 176                            | 67                             | Passeuse                       |
| 7                            | Lalie Zeggagh                | 11 janvier 2003              | 176                            | N/C                            | Attaquante                     |
| 8                            | Ela Koulisiani               | 1er octobre 2002             | 188                            | 68                             | Centrale                       |
| 9                            | Rudy Renko Ilić              | 29 juin 1997                 | 176                            | N/C                            | Passeuse                       |
| 11                           | Lila Girgenti1               | 7 novembre 2006              | 187                            | 76                             | Réceptionneuse-attaquante      |
| 13                           | Lena Kindermann (de)         | 27 juillet 1999              | 190                            | N/C                            | Attaquante                     |
| 14                           | Asimina Nikologianni2        | 4 juin 1999                  | 184                            | 74                             | Réceptionneuse-attaquante      |
| 15                           | Magdalena Bukovska           | 28 avril 2003                | 185                            | 64                             | Réceptionneuse-attaquante      |
| 18                           | Britt Rampelberg (nl)        | 5 juin 2000                  | 165                            | 58                             | Libero                         |
| 21                           | Eva Elouga                   | 14 octobre 1999              | 192                            | 74                             | Centrale                       |
|                              |                              |                              |                                |                                |                                |
| Encadrement technique        | Encadrement technique        |                              | Légende                        | Légende                        | Légende                        |
| Entraîneur : Filippo Schiavo | Entraîneur : Filippo Schiavo | Entraîneur : Filippo Schiavo | : Capitaine                    | : Capitaine                    | : Capitaine                    |
| Entraîneur(s) adjoint(s) :   | Entraîneur(s) adjoint(s) :   | Entraîneur(s) adjoint(s) :   | : Joueuse blessée actuellement | : Joueuse blessée actuellement | : Joueuse blessée actuellement |

1 joueuse ayant rejoint le club début janvier 2025. 

2 joueuse ayant quitté le club fin décembre 2024.

## Personnalités historiques du club

### Présidents
- Alexandre Hubner (–)

### Entraîneurs successifs
- Slobodan Lozančić (2008–2010)
- Thierry Hippolyte (2010–2014)
- Félix André (2014–2020)
- Alessandro Orefice (2020–2022)
- Alexis Farjaudon (2022–2023)
- Filippo Schiavo (2023–)

### Joueuses majeures
- Christina Bauer (2022–2024)
- Amanda Coneo (es) (2020–2021)
- Myriam Kloster (2011–2013, 2020–2022)
- Jasna Majstorović (2016–2019)
- Tamara Matos Hoffmann (2013–2020)
- Lydia Oulmou (2015–2017)

## Historique du logo

Logo de 2017 à ?.

## Équipementiers
| Période        | Équipementier | Réf.  |
| -------------- | ------------- | ----- |
| ? – 2022/07    | Mizuno        |       |
| 2022/07 – 2025 | Erreà         | [ 3 ] |